# Courvoisier-Zeichen
Das Courvoisier-Zeichen (nach dem Schweizer Chirurgen Ludwig Georg Courvoisier) ist ein klinisches Zeichen, das eine tastbare (palpatorisch wahrnehmbare), prall-elastisch gefüllte Gallenblase in Kombination mit einem (inspektorisch) erkennbaren Ikterus bezeichnet. Im Gegensatz zum Murphy-Zeichen ist die Gallenblase dabei nicht schmerzhaft, da es sich beim Courvoisier-Zeichen meist um ein chronisches Geschehen handelt.
Ursache des Courvoisier-Zeichens ist in der Regel ein tumorbedingter Verschluss des Gallenganges, meist infolge eines Pankreaskarzinoms oder eines Gallengangskarzinoms. 
Seltene Differentialdiagnosen bei Courvoisier-Zeichen sind: Verlegung des Gallengangs durch einen Gallenstein (schmerzlose Choledocholithiasis), narbige Veränderungen an der Papilla duodeni major (sogenannte Papillitis stenosans) oder eine Striktur des Gallenganges bei Primär sklerosierender Cholangitis.